# Эсаулко, Григорий Григорьевич
Григо́рий Григо́рьевич Эсау́лко (укр. Есаулко Григорій Григорович; 18 октября 1923, Мефодовка, Черниговская губерния — 26 апреля 1945, Берлин) — участник Великой Отечественной войны, командир отделения роты автоматчиков 986-го стрелкового полка (230-й стрелковой дивизии, 9-го стрелкового корпуса, 5-й ударной армии, 1-го Белорусского фронта), Герой Советского Союза (1946), младший сержант.

## Биография
Родился 18 октября 1923 года в крестьянской семье в селе Мефодовка (ныне Середино-Будский район, Сумская область, Украина). Окончил 7 классов. Работал в колхозе.
В Красной Армии с июля 1941 года. На фронте в Великую Отечественную войну с августа 1941 года. Сражался на Юго-Западном, Южном, 3-м Украинском, 1-м Белорусском фронтах.
Командир отделения 986-го стрелкового полка (230-я стрелковая дивизия, 5-я ударная армия, 1-й Белорусский фронт) комсомолец младший сержант Григорий Эсаулко в ходе боёв в восточной части столицы гитлеровской Германии города Берлина охранял штаб полка.
26 апреля 1945 года во время передислокации штаб столкнулся с группой гитлеровцев, скрывавшихся в подвальных помещениях. Смело и решительно вступив с ними в бой, младший сержант Эсаулко нанёс им значительные потери, но и сам погиб в рукопашной схватке. Похоронен в городе Мендзыжеч (Любушское воеводство, Польша).
Указом Президиума Верховного Совета СССР от 15 мая 1946 года за образцовое выполнение боевых заданий командования и проявленные при этом геройство и мужество младшему сержанту Эсаулко Григорию Григорьевичу посмертно присвоено звание Героя Советского Союза.

## Награды
- Медаль «Золотая Звезда» Героя Советского Союза;
- орден Ленина;
- орден Красной Звезды;
- медали.

## Память
- Средняя школа села Мефодовка и её пионерская организация носили имя Григория Эсаулко.
- В селе Мефодовка сооружен мемориал погибшим землякам и установлен памятный знак, увековечивающий подвиг Г. Г. Эсаулко.
- В городе Середина-Буде Сумской области Украины установлена мемориальная доска.
- В городе Середина-Буде сооружен мемориал погибшим землякам в парке «Мирщина».